# 深津純子
深津 純子（ふかつ すみこ）は、日本のフルート奏者、作曲家、著作家。千葉県船橋市出身。

## 略歴
東京芸術大学音楽学部附属音楽高等学校卒業。慶應義塾大学文学部仏文学科卒業、同大学院修士課程修了。
2001年に全曲オリジナル・アルバム『フェザー・イン・ジ・エア』を発売。
3作目、ドリ・カイミとのコラボレーション『アザ・ブランカ』でBMGからメジャー・デビュー。
2003年に発表した4作目『キャッチ・ア・レインボー』は、『スイングジャーナル』誌選定のゴールドディスクとなる。同年1月6日、「館山ふるさと大使」となる。
2002年にハリー・アレン『アイ・キャン・シー・フォーエヴァー』、2003年にハリー・アレン『サマー・サンバ（If ever you were mine）』でロン・カーター、グラディ・テイトと、2004年に『Swing Time』でモンティ・アレキサンダー、2006年に『Jazz'n Flute』でベニー・グリーンと録音の際に共演した。2013年からコミュニティガーデン「Leaf& Root」を主宰している。

## ディスコグラフィ
- Feather in the Air （2001年）
- Sumiko en la Habana （2002年）
- Asa Blanca （2002年）
- Catch A Rainbow （2003年）
- Swing Time （2005年）
- Jazzn’Flute （2006年）
- Caminho do Sol （2008年）
- Leaf & Root （2011年）
- A La Luz （2012年）
- Song of Light (2021年）